# Валя-Помілор
Валя-Помілор (рум. Valea Pomilor) — село у повіті Селаж в Румунії. Входить до складу комуни Шамшуд.
Село розташоване на відстані 402 км на північний захід від Бухареста, 16 км на північний захід від Залеу, 77 км на північний захід від Клуж-Напоки.

## Населення
За даними перепису населення 2002 року у селі проживали 584 особи.
Національний склад населення села:
| Національність | Кількість осіб | Відсоток |
| -------------- | -------------- | -------- |
| угорці         | 467            | 80,0%    |
| цигани         | 110            | 18,8%    |
| румуни         | 6              | 1,0%     |

Рідною мовою назвали:
| Мова      | Кількість осіб | Відсоток |
| --------- | -------------- | -------- |
| угорська  | 473            | 81,0%    |
| циганська | 90             | 15,4%    |
| румунська | 21             | 3,6%     |